# شوزو نیشیمورا
شوزو نیشیمورا (انگلیسی: Shozo Nishimura؛ زادهٔ ۲۶ سپتامبر ۱۹۴۵) بازیکن هاکی روی چمن اهل ژاپن بود.
وی در مسابقات کشوری و بین‌المللی در مجموع برندهٔ ۱ مدال برنز شده‌است.